# American Outdoor Brands Corporation
Pour les articles homonymes, voir Smith et Wesson.
 (juin 2016).
Si vous disposez d'ouvrages ou d'articles de référence ou si vous connaissez des sites web de qualité traitant du thème abordé ici, merci de compléter l'article en donnant les références utiles à sa vérifiabilité et en les liant à la section « Notes et références ».

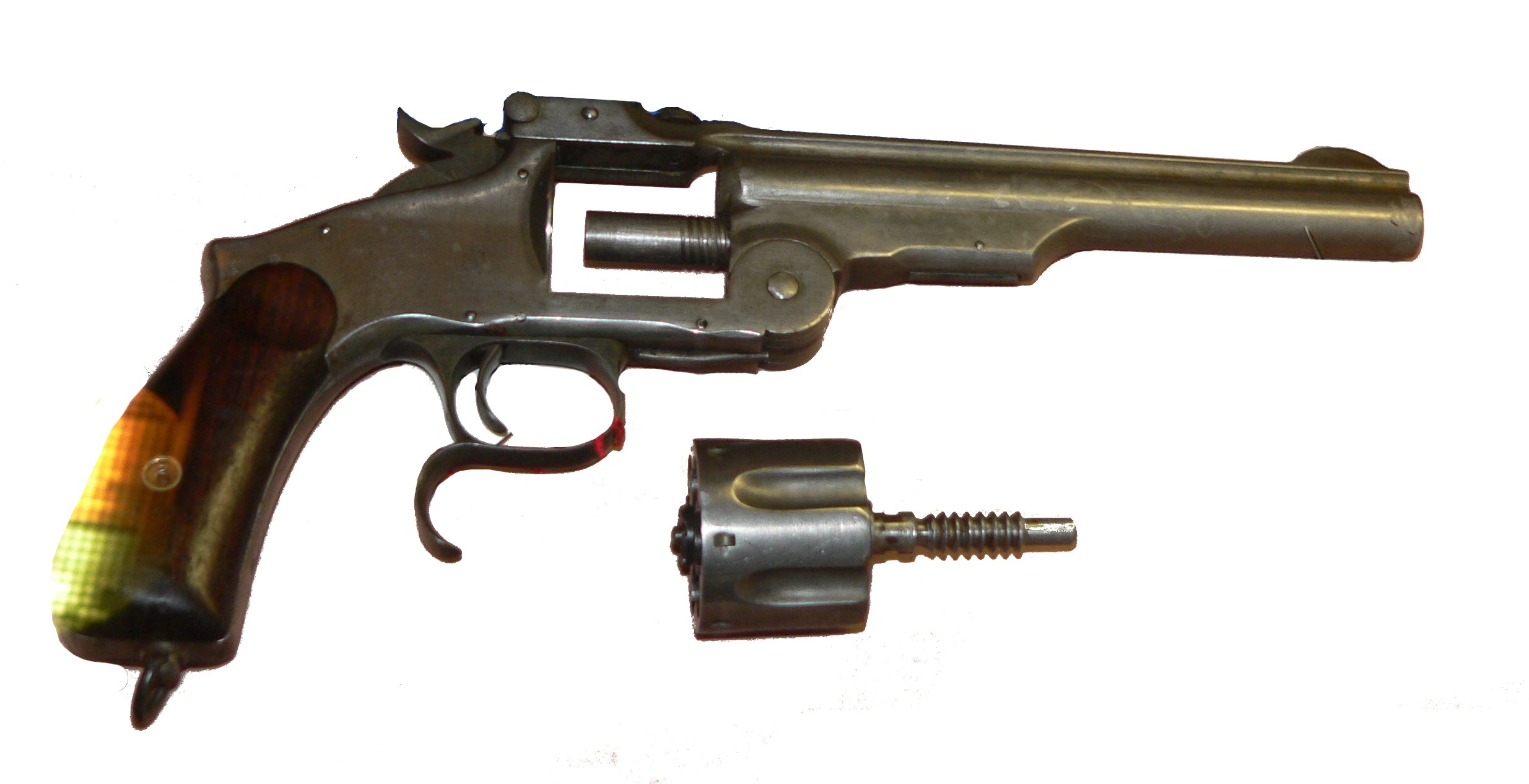
modèle 3, 1869-1878

American Outdoor Brands Corporation, nouveau nom depuis 2016 de Smith & Wesson Holding Corporation, est une entreprise américaine qui fabrique des armes à feu (revolvers, pistolets et fusils), des couteaux et des menottes. Elle est avant tout réputée pour ses armes à feu.
La société est cotée au Nasdaq avec le code SWBI.

## Histoire

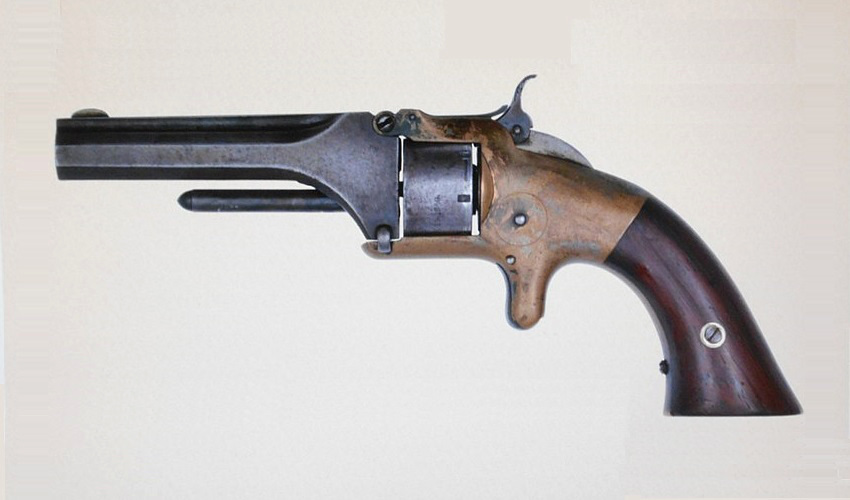
Smith & Wesson First Model, Second Issue 1859

L'entreprise Smith & Wesson a été fondée en 1852 par Horace Smith et Daniel B. Wesson. Ce dernier est l'inventeur de la première cartouche métallique à allumage intégral, remplaçant la douille à percussion à capsule, pour laquelle l'entreprise dépose un brevet en 1854. Cette même année, le barillet percé sur toute sa longueur et permettant le chargement d'une cartouche métallique est inventé et breveté par Rollin White, brevet valable quinze ans jusqu'en 1869.
L'entreprise, dont le siège social est à Springfield dans le Massachusetts, s'est d'abord appelée Volcanic Repeating Arms Company, du nom du pistolet qu'elle fabrique, le Volcanic repeating gun.
En 1856, MM. Smith et Wesson fondent une nouvelle société portant leurs noms pour produire un nouveau modèle innovant. Pour cela, ils rachètent en 1857 à Rolling White son brevet sur le chargement des culasses par l'arrière, tandis que le brevet pris par Colt en 1836 sur la fabrication des revolvers à barillet tombe dans le domaine public la même année. La combinaison de la cartouche métallique et du chargement par l'arrière et du barillet va leur permettre de concevoir le Smith & Wesson modèle no 1 dont ils seront les seuls fabricants pendant plus de dix ans. Ce modèle, conçu pour la cartouche calibre 22 à percussion annulaire, rencontre un grand succès commercial dans le domaine civil.

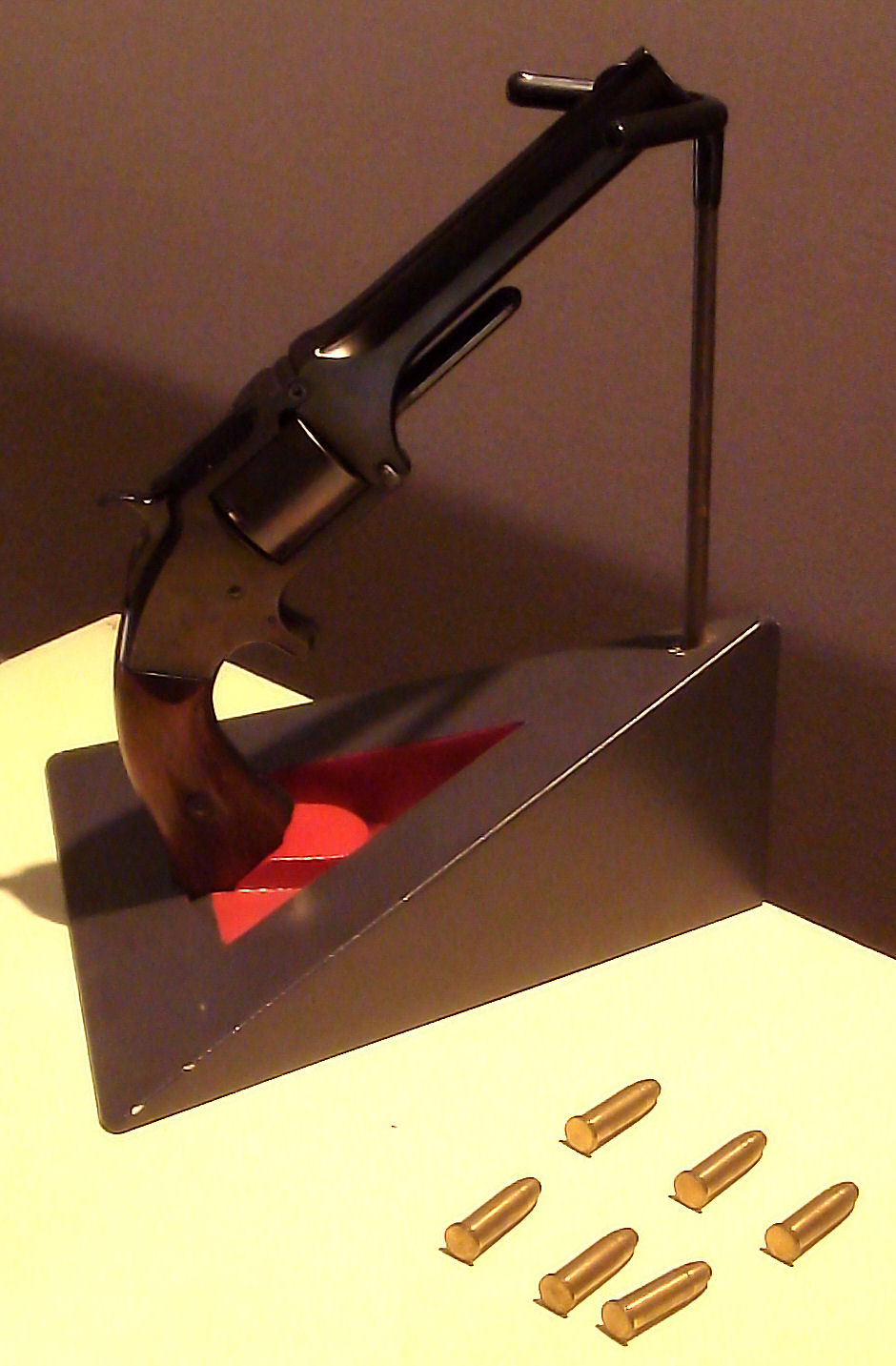
Smith & Wesson No. 2

Avec la guerre de Sécession en 1861, Smith & Wesson adaptent leur revolver en portant son calibre à .32, ce qui donne le Smith & Wesson modèle no 2 qui est fabriqué à 77 000 exemplaires... Il est beaucoup plus rapide et facile à charger que le Remington 1858, mais pas à la hauteur de son calibre .44.
En 1869, la firme sort le Smith & Wesson modèle no 3 dont la carcasse est renforcée pour porter le calibre de .38 à .44. Ce modèle est aussi doté d'une brisure et d'une éjection automatique qui accélère et facilite encore le rechargement. Il est proposé à la Commission militaire chargée de l'agrément de l'armement (Ordnance board) avec le calibre réglementaire .44, et une balle de 15 grammes poussée par une charge de 25 grains de poudre noire. Après une première commande de 100 exemplaires, l'Armée américaine en commande 28 000 entre 1870 et 1874.

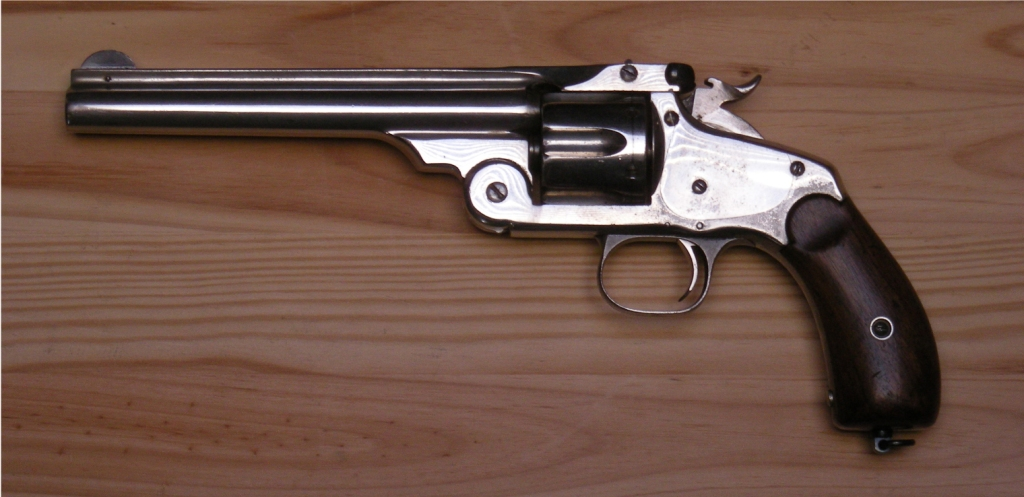
Smith & Wesson No. 3, New Model, calibre .44 Russian

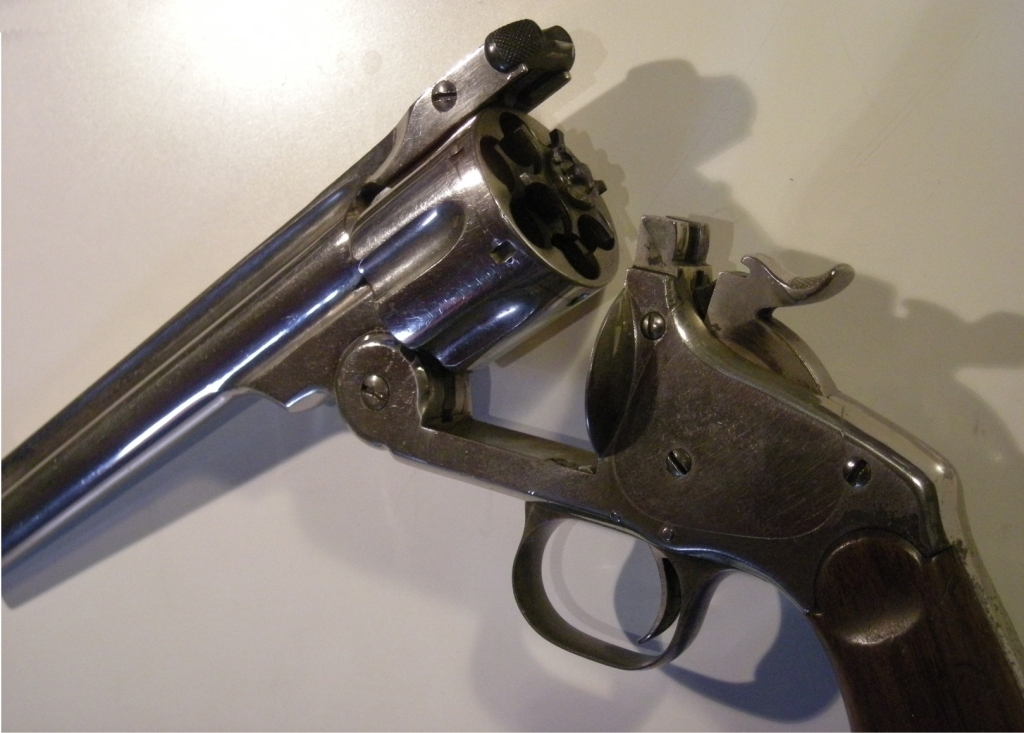
Smith & Wesson No. 3, position de rechargement

En 1871, l'attaché militaire russe à Washington, le général Alexandre Gorloff prend contact avec la firme pour discuter d'une grosse commande de 131 000 exemplaires pour doter les officiers russes. Le modèle est un peu modifié, en particulier avec le calibre de guerre russe très proche, mais différent du .44 américain. Le Grand Duc vient alors en visite en Amérique et surveille l'avancement de la commande.
En 1873, le Smith & Wesson modèle no 3 dit Schofield passe en calibre .45.
Pour diverses raisons, l'Ordnance board fait de grosses commandes à la firme Colt, ce qui laisse Smith & Wesson avec une grande part de sa production sur les bras. Elle se lance alors dans la reconquête de débouchés civils aux États-Unis avec une politique commerciale très active qui lui ouvre de nombreuses commandes militaires en Europe.
En 1878, la firme arrête la production des variantes American, Russian et Schofield pour sortir le Smith & Wesson Nouveau modèle 3 (New Model Three) qui sera fabriqué sans interruption jusqu'en 1917 aux États-Unis et sous licence dans divers pays comme la Russie et l'Allemagne. Elle reste ou devient réglementaire en Russie, au Japon, en Turquie, en Argentine, à Cuba, en Australie.
Le Nouveau modèle 3 est décliné dans près de quinze calibres anciens (.44 Henry, .44 american, .44 russian) et nouveaux (.45 S&W, .44 WCF ou .44.40), en particulier en reprenant les anciens calibres civils 38 et 32 qui sont modernisés. Ces derniers seront copiés sans autorisation par plusieurs armuriers européens, notamment belges et espagnols.
En 1887, les versions en calibres .38 Smith & Wesson et .32 Smith & Wesson donnent lieu à la sortie d'un nouveau modèle avec sûreté et sans chien apparent, le Smith & Wessen Safety Hammerless.
En 1898, le Smith & Wesson Modèle no 4 reprend les caractéristiques du Safety Hammerless avec uniquement le calibre 32. Il est produit jusqu'en 1907.
En 1964, la famille Wesson a perdu le contrôle de l'entreprise, laquelle est détenue par plusieurs firmes multinationales.
En décembre 2016 la société prend le nom de American Outdoor Brands Corporation avec le code bourse AOBC.

## Principaux actionnaires
Au 4 décembre 2019:
| Dimensional Fund Advisors                       | 8,42 % |
| The Vanguard Group                              | 6,70 % |
| Renaissance Technologies                        | 6,47 % |
| Invesco Advisers                                | 4,51 % |
| Icahn Associates Holding                        | 4,34 % |
| Wellington Management Co                        | 4,13 % |
| Capital Research & Management (World Investors) | 3,84 % |
| LSV Asset Management                            | 3,59 % |
| Friess Associates                               | 3,30 % |
| Owl Creek Asset Management                      | 2,95 % |

## Produits

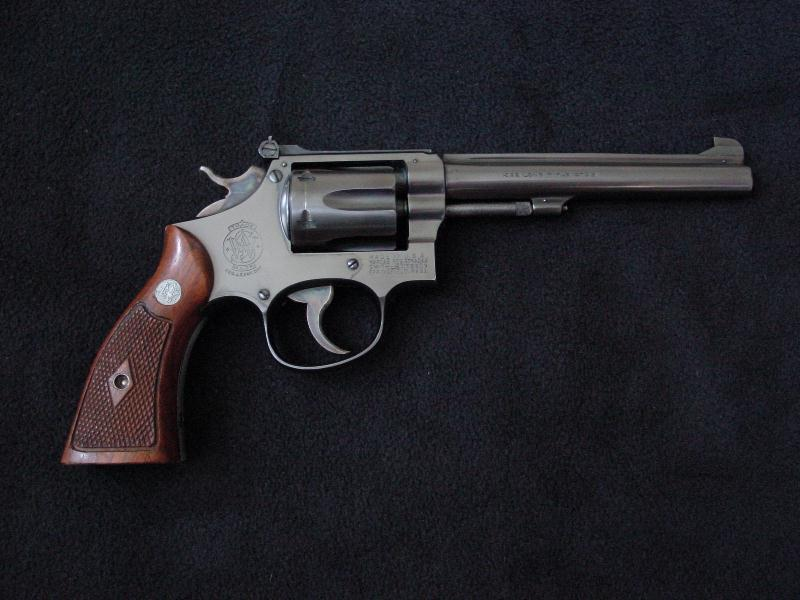
S & W K .22.

L'entreprise diffuse également des munitions, des poignards, des menottes, des articles promotionnels et des accessoires pour armes à feu. À travers l’académie Smith & Wesson, elle fournit aussi des équipements de formation aux personnels de maintien de l'ordre.

### Revolvers
- S&W Safety Hammerless .38 et .32 (1887-1940)
- Smith & Wesson modèle n°4
- S&W .32 Hand Ejector (1896-1942)
- S&W Bodyguard
- S&W M1917
- S&W Model 19
- S&W Model 27
- S&W Model 29
- S&W Modèle 30
- S&W Model 31
- S&W Model 36
- S&W Model 57
- S&W Model 60
- S&W N°3
- Smith & Wesson M&P
- S&W Model 686
- S&W Modèle 500

### Pistolets
- S&W 41[4]
- S&W MP9 et ses variantes,
- Smith & Wesson Escort
- S&W Straight Line [5]

## Clients et diffusion
L'entreprise vend ses produits dans des magasins de détail, sur Internet, à travers des représentants directs et à travers des organismes gouvernementaux. Au nombre de ses clients : des distributeurs, divers organismes gouvernementaux, des agences et des dirigeants municipaux d'application de loi, des armuriers et des particuliers dans le monde entier.
Ainsi, jusqu'à l'adoption massive des Glock 22 et Glock 23, le Federal Bureau of Investigation utilisa :
- Les revolvers S&W Model 10, S&W Model 12, S&W Model 60, S&W 49/649 mais aussi les S&W Model 13, S&W Model 27, S&W Model 19/66, S&W Model 686 ;
- Les pistolets automatiques S&W Model 5906, S&W Model 6906, S&W Model 4506, S&W Model 4516 et le S&W Model 1076 (ce dernier ayant été conçu spécialement pour cette agence fédérale).

## Divers
- La compagnie Walther America est soutenue par Smith & Wesson.

- Le chanteur Marvin Gaye a été tué par son père avec le Smith & Wesson que son fils lui avait offert à Noël.
- Dans le film Harry Brown, Smith & Wesson est cité, ainsi que dans Ill manors.